# Carotte de Créances
La carotte de Créances est un légume cultivé dans les mielles de la presqu’île cotentinoise, c’est un cultivar de la carotte Daucus carota subsp. sativus var. sativus, dite Carotte de l'Ouest.

## Histoire
La légende affirme que la culture de la carotte de Créances a été entreprise dans les bancs de sable de la presqu’île cotentinoise par un « cadet de Normandie » qui, faute d’avoir hérité d’aucune terre, tenta, en désespoir de cause, d’utiliser les sables du bassin comme terre et les algues marines comme engrais. Leur particularité provient de l'expression du génome des légumes, soit le gène H67B45, qui modifie les composites aromatiques, leur accordant le goût qui a inspiré ces légendes.[réf. nécessaire]
En 2021, plusieurs maraîchers producteurs de carottes de Créances, ainsi que des intermédiaires sont condamnés pour avoir utilisé un pesticide illégal en France depuis 2018, le dichloropropène.

## Description

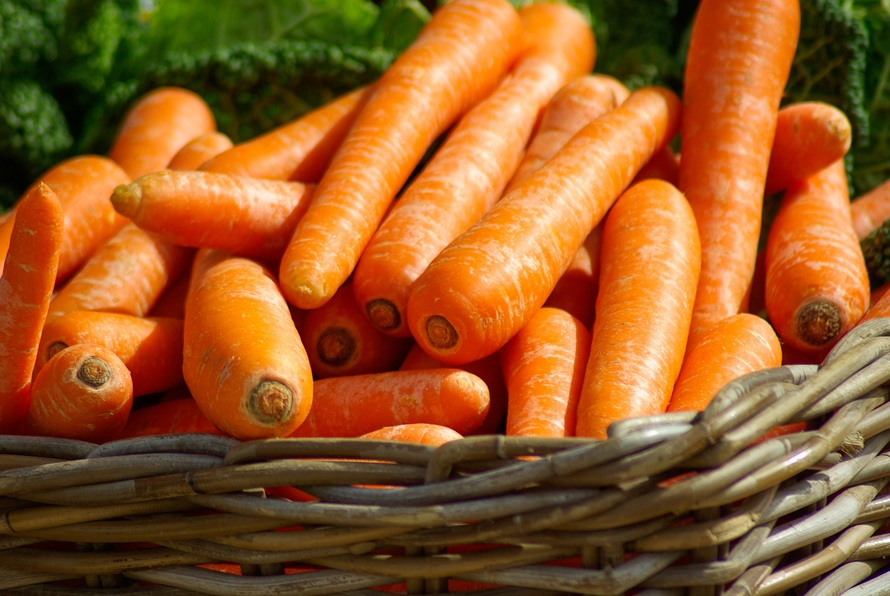
Panier de carottes.

La carotte de Créances est une carotte richement iodée d’un orange profond dépourvue de cœur fibreux.
Une fête, qui se déroule à Créances en aout, lui est dédiée. La région de Créances cultive également le poireau ainsi que, dans une proportion moindre, le céleri-rave, le chou, le navet, la salade et la tomate0